# Chloraea cylindrostachya
Chloraea cylindrostachya es una especie de orquídea de hábito terrestre originaria de Chile y Argentina. Dentro del grupo del sur, es la única especie que presenta un escapo bien hojoso, característica ésta de las especies del norte argentino.

## Descripción
Es una planta herbácea robusta, erguida, de hábito terrestre que alcanza los 50-100 cm de altura. Las hojas basales son lanceoladas, agudas y se marchitan en el momento del antesis. Las hojas caulinares son anchamente envainantes, reticuladas, acuminadas y dispuestas en forma densa. La inflorescencia es espiciforme de hasta 40 cm de longitud, densa, multiflora y cilíndrica, con flores de color blanco con retículos y engrosamientos verde oscuros. Los sépalos y pétalos tiene nervadura reticulada, muy dibujada, contrastando con la lámina; el  sépalo dorsal es aquillado, aovado, agudo y retinervado: los sépalos laterales trinervados, más o menos ensiformes, oblicuándose hacia el ápice, este, a veces, algo carnoso. Los pétalos asimétricamente espatulados, de ápice agudo. El labelo entero ascendente, muy carnoso, lingüiforme, a veces estrechado antes de la zona apical con tres nervios longitudinales recorridos por laminillas enteras, cortas y carnosas en la mitad basal, la mitad apical densamente verrugosa en ambas caras, con el ápice redondeado, resoluto y el borde cortamente almenado. La columna tiene 9-13 mm de largo con el ala angosta y recta.

## Taxonomía
- Sinónimos:[1][n. 1]

- Asarca cylindrostachya' (Poepp.) Kuntze, Revis. Gen. Pl. 2: 652 (1891).
- Correorchis cylindrostachya (Poepp.) Szlach., Acta Soc. Bot. Poloniae 77: 115 (2008).
- Chloraea papillosa Phil., Linnaea 29: 50 (1858).
- Chloraea leptopetala Reiche, Anales Mus. Nac. Santiago de Chile 18: 37 (1910).
- Chloraea densiflora Rolfe, Bull. Misc. Inform. Kew 1916: 79 (1916).